# Mulher de Ló
A Mulher de Ló é uma personagem bíblica do Antigo Testamento que ficou conhecida na Bíblia por ter sido transformada em uma estátua de sal. A Bíblia não diz nada sobre sua vida pessoal, exceto que foi casada com Ló, sobrinho do patriarca Abraão, nem mesmo o nome dela é conhecido. A história dessa mulher está registado no livro de (Gênesis 19). Tudo indica que ela também era a mãe das duas filhas de Ló. 

## História
Apesar do texto bíblico não apresentar nenhuma informação sobre a mulher de Ló, nem mesmo seu nome, a Bíblia mostra que aquela mulher se tornou um exemplo contra a falta de perseverança e a desobediência diante de Deus. A Bíblia conta que dois anjos do Senhor foram até a cidade de Sodoma. Chegando na cidade, eles foram recebidos por Ló, com grande hospitalidade. O objetivo dos anjos era avisar Ló sobre a destruição iminente da cidade e tirar sua família dali, antes que a destruição desse início. Mas enquanto os anjos estavam na casa de Ló, os homens da cidade de Sodoma cercaram a casa de Ló, pedindo que ele entregasse os dois viajantes a eles. O que os homens de Sodoma queriam era abusar dos dois anjos que estavam ali em forma humana. Então, os anjos do Senhor precisaram ferir todos aqueles homens com cegueira, pois os homens de Sodoma queriam arrombar a casa de Ló. Foi nesse momento que os anjos instruíram Ló a pegar sua esposa, filhas e genros e sair com toda sua família da cidade o quanto antes. Isso porque o pecado de Sodoma havia chegado ao limite. Logo ao amanhecer, os anjos do Senhor apressaram Ló para que ele deixasse logo a cidade com sua família, para que eles não perecessem no castigo de Deus contra aquele lugar. Mas mesmo com o aviso dos anjos, a família de Ló apresentou certa hesitação em deixar a cidade, o que se harmoniza com o comportamento da mulher de Ló, de modo que os anjos tiveram que pegá-los pela mão, e tirá-los para fora da cidade pela misericórdia do Senhor. Assim, a mulher de Ló, o próprio Ló e suas duas filhas foram todos conduzidos para fora da cidade e aconselhados a fugir para o monte. Nesse ponto, os anjos foram bem específicos, um deles chegou a avisar que a família de Ló deveria fugir com determinação para salvar suas vidas, e não podia olhar para trás, nem parar no meio do caminho. O texto bíblico diz que o Senhor fez chover enxofre e fogo sobre as cidades de Sodoma e Gomorra, e toda aquela aquela campina e todo aquele lugar foi destruído. O que antes era um vale fértil, tornou-se um lugar de desolação e esterilidade. Foi nesse ponto que a Bíblia diz que a mulher de Ló olhou para trás e convertida em uma estátua de sal. Ela desobedeceu a ordem expressa pelo Senhor através de seus mensageiros. Ela preferiu deixar de olhar para frente e contemplar a salvação de sua vida, para olhar para trás e contemplar destruição e a morte. 

## Livro de Jasher
Capítulo 19: 24 E naquele tempo a mulher de Ló lhe deu uma filha, e chamou o seu nome Paltith, dizendo: "Porque Deus tinha entregue ele e toda a sua família dos reis de Elão"
Capítulo 19: 52-54 E destruiu essas cidades e toda a planície e todos os habitantes das cidades, e o que nascia da terra, e Ado, a mulher de Ló, olhou para trás para ver a destruição das cidades, com compaixão por suas filhas que permaneceram em Sodoma, pois elas não foram com ela. E, quando ela olhou para trás, ela se tornou uma estátua de sal, e ainda está naquele lugar até este dia. E os bois que estão naquele lugar, diariamente lambem o sal das extremidades de seus pés, e de manhã, brotam de novo, eles novamente o lambem até hoje.